# Astonia australiensis
Astonia australiensis (Aston) S.W.L.Jacobs – gatunek słodkowodnych roślin błotnopączkowych z monotypowego rodzaju Astonia z rodziny żabieńcowatych, endemiczny dla Półwyspu Jork w australijskim stanie Queensland.
Nazwa rodzaju została nadana na cześć Helen Aston, odkrywczyni bazonimu tego gatunku. Epitet gatunkowy odnosi się do miejsca jego występowania.

## Morfologia i biologia
PokrójRośliny wodne z wynurzonymi liśćmi i kwiatostanami.
LiścieLiście młodociane równowąskie, zanurzone. Liście dojrzałe strzałkowate, o tępym wierzchołku.
KwiatyPołożone w nie więcej niż 8 okółkach. Dolne 1-2 okółki składają się z kwiatów obupłciowych lub mieszanki kwiatów obupłciowych i jednopłciowych, wyższe okółki składają się wyłącznie z kwiatów męskich. Podsadki i przysadki kasztanowate. Okwiat podwójny, złożony z 3 zielonych działek kielicha i 3 kremowych lub zielonkawych, zwężonych u nasady, płatków korony. Kwiaty 6-pręcikowe, kasztanowate. Kwiaty obupłciowe i żeńskie z 5–15 owocolistkami.
OwoceOrzeszki.

## Systematyka
Według Angiosperm Phylogeny Website (aktualizowany system APG III z 2009) gatunek należy do monotypowego rodzaju Astonia, zaliczanego do rodziny żabieńcowatych (Alismataceae ), która należy do rzędu żabieńcowców (Alismatales). Jest kladem siostrzanym rodzaju Wiesneria.